# Кочиш, Элемер
Э́лемер Ко́чиш (рум. и венг. Elemér Kocsis); 26 февраля 1910 — 6 октября 1981) — румынский футболист венгерского происхождения, нападающий, участник первого чемпионата мира по футболу.

## Биография
Элемер Кочиш играл за клубы «Салонта», «Орадя» и «Плоешти» в чемпионате Румынии. В составе «Плоешти» трижды становился победителем второй румынской лиги.

За сборную он провёл 12 матчей, отметился 5 забитыми мячами. Присутствовал в заявке на первый чемпионат мира, но не сыграл на турнире. Участвовал в матчах Балканского кубка и в товарищеских встречах с 1931 по 1933 гг.
| Матчи и голы Элемера Кочиша за сборную Румынии | Матчи и голы Элемера Кочиша за сборную Румынии | Матчи и голы Элемера Кочиша за сборную Румынии | Матчи и голы Элемера Кочиша за сборную Румынии | Матчи и голы Элемера Кочиша за сборную Румынии | Матчи и голы Элемера Кочиша за сборную Румынии | Матчи и голы Элемера Кочиша за сборную Румынии |
| ---------------------------------------------- | ---------------------------------------------- | ---------------------------------------------- | ---------------------------------------------- | ---------------------------------------------- | ---------------------------------------------- | ---------------------------------------------- |
| №                                              | Дата                                           | Место проведения                               | Соперник                                       | Счёт                                           | Голы                                           | Турнир                                         |
| 1                                              | 10 мая 1931                                    | Бухарест, Румыния                              | Болгария                                       | 5:2                                            | -                                              | Балканский Кубок 1929-31                       |
| 2                                              | 28 июня 1931                                   | Загреб, Югославия                              | Югославия                                      | 4:2                                            | -                                              | Балканский Кубок 1929-31                       |
| 3                                              | 23 августа 1931                                | Белград, Югославия                             | Польша                                         | 3:2                                            | 1                                              | Товарищеский матч                              |
| 4                                              | 26 августа 1931                                | Белград, Югославия                             | Литва                                          | 4:2                                            | -                                              | Товарищеский матч                              |
| 5                                              | 20 сентября 1931                               | Орадя, Румыния                                 | Чехословакия                                   | 4:1                                            | 2                                              | Кубок Центральной Европы (любит.)              |
| 6                                              | 4 октября 1931                                 | Будапешт, Венгрия                              | Венгрия                                        | 0:4                                            | -                                              | Кубок Центральной Европы (любит.)              |
| 7                                              | 29 ноября 1931                                 | Афины, Греция                                  | Греция                                         | 4:2                                            | -                                              | Балканский Кубок 1929-31                       |
| 8                                              | 8 мая 1932                                     | Бухарест, Румыния                              | Австрия                                        | 4:1                                            | 2                                              | Кубок Центральной Европы (любит.)              |
| 9                                              | 12 июня 1932                                   | Бухарест, Румыния                              | Франция                                        | 6:3                                            | -                                              | Товарищеский матч                              |
| 10                                             | 26 июня 1932                                   | Белград, Югославия                             | Болгария                                       | 0:2                                            | -                                              | Балканский Кубок 1932                          |
| 11                                             | 16 октября 1932                                | Линц, Австрия                                  | Австрия                                        | 1:0                                            | -                                              | Кубок Центральной Европы (любит.)              |
| 12                                             | 24 сентября 1933                               | Бухарест, Румыния                              | Венгрия                                        | 5:1                                            | -                                              | Кубок Центральной Европы (любит.)              |

Итого: 12 матчей / 5 голов; 10 побед, 0 ничьих, 2 поражения.